# Communauté francophone des radios chrétiennes
Pour les articles homonymes, voir COFRAC.
La Cofrac (Communauté francophone des radios chrétiennes) est une banque de programmes fondée en 1996, et servant pour 64 radios chrétiennes dans douze pays, fonctionnant selon un système d'échange de programmes.

## Historique
La Communauté francophone des radios chrétiennes (Cofrac) est fondée en 1996 par cinq radios françaises : Radio Notre-Dame, Radio Fidélité, Radio Ecclesia, Radio Jéricho et Radio Salve Regina. Treize ans après, en 2009, elle est formée de deux associations, l'une française, l'autre internationale, regroupant 64 radios au total, émettant dans douze pays. Elle offre une banque de programmes aux membres de l'une de ses associations.
La Cofrac s'associe parfois à RCF et à Radio Notre-Dame pour la production d'émission communes, comme l'émission Face aux chrétiens, en partenariat avec le journal La Croix.

## Fonctionnement
La Cofrac est une banque de programmes redistribuant une partie des émissions de ses affiliés.
Chaque radio membre garde son propre nom et sa complète autonomie, mais apporte à la Cofrac une partie des émissions qu'elle réalise. En contrepartie, elle dispose des programmes de la banque générale, qu'elle peut diffuser comme elle le souhaite, en direct ou en différé.

## France métropolitaine
En France, la Cofrac comporte une quinzaine de radios, qui émettent sur 66 fréquences. Ce sont notamment :
- Radio Présence à Toulouse ;
- Radio Fidélité en Loire-Atlantique et en Mayenne ;
- Radio Ecclesia à Nîmes ;
- Radio Notre-Dame à Paris ;
- Radio Salve Regina en Corse, etc.

## Afrique
Au Bénin : Radio Immaculée Conception à Cotonou, Allada, Abomey, Dassa-Zoumé, Djougou, Parakou, Natitingou, Bembereké ;
Au Burkina Faso : Radio Maria à Ouagadougou, Radio Notre-Dame du Sahel à Ouahigouya, Fréquence Espoir à Dédougou, Radio Vênegre à Koupéla, Radio Notre-Dame de Kaya à Kaya, Radio Notre-Dame de la Réconciliation à Koudougou, Radio Taanba à Fada N’Gourma, Radio Unitas à Diebougou, Radio Notre-Dame de la Paix à Manga, Radio Nouna à Nouna, Radio Natign-b-Zanga à Yako ;
Au Cameroun : Radio Reine à Yaoundé, Radio Véritas à Douala ;
Au Congo : Radio Magnificat à Brazzaville ;
En Côte d'Ivoire : Radio Nationale Catholique de Côte d'Ivoire (RNC) à Abidjan, Radio Espoir à Abidjan, Radio Paix Sanwi à Aboisso, Radio Man à Man.

## Amérique
Au Québec : Radio Ville-Marie à Montréal, Sherbrooke, Trois-Rivières, Victoriaville, Rimouski, Gatineau et Radio Galilée à Québec ;
À Haïti : Radio Christ-Roi aux Gonaïves, Radio Tét Ansanm à Jérémie, Radio Soleil à Port-au-Prince, Radio Ephphath à Jacmel, Radio Parole de Vie à Fort-Liberté ;
En Guyane : Radio St Gabriel à Cayenne.

## Océanie
Tahïti : Radio Maria no te hau à Papeete